# Jekaterina Jewgenjewna Moschkowa
Jekaterina Jewgenjewna Moschkowa (russisch Екатерина Евгеньевна Мошкова, englisch Ekaterina Moshkova; von 2019 bis 2023 verheiratete Noskowa/Носкова; * 29. Januar 1996 in Berjosowski, Oblast Swerdlowsk) ist eine russische Biathletin. Sie konnte bisher einen Sieg im IBU-Cup einfahren und ist dreifache Goldmedaillengewinnerin bei der Universiade.

## Sportliche Laufbahn
Jekaterina Moschkowas erste internationale Auftritte erfolgten im März 2016 bei den Junioreneuropameisterschaften, wo sie die Ränge 9 und 6 in Sprint und Verfolgung erreichte. Im Folgewinter startete sie im Juniorcup, fuhr auf der Pokljuka ihren ersten Sieg ein und erreichte drei weitere Podestplatzierungen. Zudem gewann sie bei den Jugendweltmeisterschaften gemeinsam mit Kristina Reszowa und Walerija Wasnezowa die Bronzemedaille im Staffelbewerb. Erfolgreich verlief auch das Saisonende: Zunächst gab die Russin in Otepää ihren Einstand im IBU-Cup, wurde mit der Mixedstaffel Vierte und im Sprint Fünfte, und durfte daraufhin sogar beim Weltcupfinale in Oslo starten, wo Moschkowa nach Rang 60 im Sprint auch das Verfolgungsrennen erreichte. Nach einem Winter ohne internationale Starts war die Russin in der Saison 2018/19 permanenter Teil des IBU-Cup-Teams, erreichte aber insgesamt nur drei Top-10-Platzierungen. Deutlich erfolgreicher verliefen ihre Auftritte bei der Winteruniversiade in Krasnojarsk, wo Moschkowa drei der vier möglichen Goldmedaillen gewinnen konnte.
Auch 2019/20 war sie nur auf nationaler Ebene unterwegs, bevor sie im Januar 2021 in Oberhof einen weiteren Weltcupeinsatz bekam und mit Rang 50 im Sprint ihre bis dato beste Leistung auf dieser Ebene zeigte. Im weiteren Winter startete Moschkowa wieder im IBU-Cup und fuhr mit der Staffel in Osrblie ihren ersten Sieg ein. In der Folgesaison lief sie nur im Dezember internationale Wettkämpfe, bestes Ergebnis wurde schlussendlich ein vierter Platz im Massenstart von Sjusjøen. Im Winter 2022/23 startete Moschkowa aufgrund des Ausschlusses der russischen Athleten im neu geschaffenen Commonwealth Cup, gewann bei der Etappe in Tjumen das Sprintrennen und erreichte vier weitere Podestplatzierungen, sodass mit 83 Punkten Rückstand auf Siegerin Dsinara Smolskaja Rang vier in der Gesamtwertung resultierte. In der Folgesaison erreichte sie keinen Podestplatz, fuhr aber dennoch recht konstant gute Ergebnisse ein und belegte den neunten Platz der Endrangliste. Etwas weniger erfolgreich verlief die Saison 2024/25; Moschkowa belegte Platz 16 der Gesamtwertung und erreichte ihren einzigen Podestplatz der Saison beim Kurzeinzel in Minsk-Raubitschy.
Moschkowa gehört seit 2018 zu den erfolgreichsten Biathletinnen bei russischen Meisterschaften. Nachdem sie 2018 mit dem Supersprint erstmals einen Meistertitel für sich entscheiden konnte, siegte sie seither (Stand 2024) elf weitere Male, überwiegend in Staffelbewerben.

## Persönliches
Jekaterina Moschkowa war von 2019 bis 2023 verheiratet und nahm den Nachnamen ihres Ehemannes an. Seit der Scheidung startet sie wieder unter ihrem Geburtsnamen Moschkowa.

## Statistiken

### Weltcupplatzierungen
Die Tabelle zeigt alle Platzierungen (je nach Austragungsjahr einschließlich Olympische Spiele und Weltmeisterschaften).
- 1.–3. Platz: Anzahl der Podiumsplatzierungen
- Top 10: Anzahl der Platzierungen unter den ersten zehn (einschließlich Podium)
- Punkteränge: Anzahl der Platzierungen innerhalb der Punkteränge (einschließlich Podium und Top 10)
- Starts: Anzahl gelaufener Rennen in der jeweiligen Disziplin
- Staffel: inklusive Mixed- und Single-Mixed-Staffeln

| Platzierung               | Einzel | Sprint | Verfolgung | Massenstart | Staffel | Gesamt |
| ------------------------- | ------ | ------ | ---------- | ----------- | ------- | ------ |
| 1. Platz                  |        |        |            |             |         |        |
| 2. Platz                  |        |        |            |             |         |        |
| 3. Platz                  |        |        |            |             |         |        |
| Top 10                    |        |        |            |             |         |        |
| Punkteränge               |        |        |            |             |         |        |
| Starts                    |        | 2      | 1          |             |         | 3      |
| Stand: Saisonende 2021/22 |        |        |            |             |         |        |

### Juniorenweltmeisterschaften
Ergebnisse bei den Juniorenweltmeisterschaften:
| Weltmeisterschaften | Weltmeisterschaften | Einzelwettbewerbe | Einzelwettbewerbe | Einzelwettbewerbe | Damenstaffel |
| Jahr                | Ort                 | Einzel            | Sprint            | Verfolgung        | Damenstaffel |
| ------------------- | ------------------- | ----------------- | ----------------- | ----------------- | ------------ |
| 2017                | Osrblie             | 12.               | 17.               | 24.               | 3.           |

### IBU-Cup-Siege
| Nr. | Datum         | Ort     | Disziplin |
| --- | ------------- | ------- | --------- |
| 1.  | 18. Feb. 2021 | Osrblie | Staffel 1 |

### Junior-Cup-Siege
| Nr. | Datum         | Ort      | Disziplin |
| --- | ------------- | -------- | --------- |
| 1.  | 28. Jan. 2017 | Pokljuka | Sprint    |